# Gunnar Andreassen
Gunnar Andreassen (Fredrikstad, 5 de gener de 1913 - 23 de juliol de 2002) fou un futbolista noruec de les dècades de 1930 i 1940 i entrenador.
Disputà 2 partits amb la selecció de futbol de Noruega els anys 1939 i 1945 i participà en el Mundial de 1938, com a jugador reserva. Defensà els colors del Fredrikstad FK entre 1933 i 1950. També fou entrenador del Fredrikstad de 1953 a 1956 i de l'Østsiden IL de 1959 a 1962.